# Dénomination de Dieu

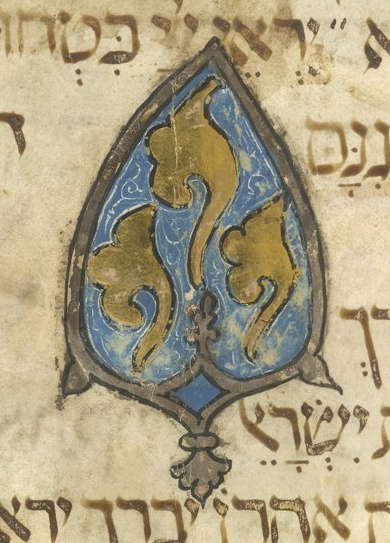
Sur cette enluminure hébraïque du XIV^{e} siècle, la grande feuille, avec trois fois la lettre yod en forme de petites feuilles en son sein, donne à lire une contraction du nom de Dieu.

La dénomination de Dieu, dans les religions abrahamiques, est variable selon les religions mais aussi selon les origines linguistiques des termes qu'elles emploient.

## Bible hébraïque

### Le Tétragramme
Le nom du Dieu d'Israël et de Juda  apparaît près de 6800 fois dans la Bible hébraïque sous la forme du Tétragramme יהוה, c'est-à-dire YHWH. Ce nom est aussi attesté, sous une forme incomplète (Yah), dans un grand nombre d'anthroponymes. Il provient de la racine hébraïque HWH/HYH, verbe qui signifie « être » ou « devenir ». La tradition de la Kabbale lui associe 72 noms d'anges pour obtenir le vrai nom de Dieu, le Schem-hamephorash.
Dans le judaïsme, le Tétragramme ne doit pas être prononcé, par respect pour le Nom divin. Pour le christianisme, la question de la transcription s'est posée. En effet, l'écriture sémitique est, à l'origine, purement consonantique et plusieurs hypothèses ont été proposées pour reconstituer les voyelles du Tétragramme. Une prononciation du Tétragramme reconstituée à partir des transcriptions grecques de Gesenius a conduit à lire Yahwêh ou bien Yahvé. Cette transcription a été abandonnée en 2008 par l'Église catholique, à la fois par respect envers le judaïsme, par souci des règles philologiques et par conformité à la tradition instaurée par la Vulgate, où Jérôme de Stridon traduit « YHWH » par une périphrase : « le Seigneur » (Dominus).
Une autre hypothèse, jusqu'au XIXe siècle, a donné le nom Jéhovah. Elle n'a plus cours aujourd'hui, pour des raisons philologiques, et n'est plus utilisée que par les Témoins de Jéhovah ou plus rarement chez les mormons.

### Autres noms
Le Dieu de la Bible hébraïque porte différents titres. Les deux plus connus sont « Adonaï » et « Elohim ». « Adonaï » est un pluriel de Adon, avec un suffixe possessif de la 1re personne du singulier : « mon Seigneur ». « Elohim », cité plus de 2 500 fois, est un pluriel de majesté du nom « Eloah », qui vient lui-même du nom « El ». Celui-ci correspond au « nom donné par l'ensemble des Sémites à la divinité en général et au Dieu suprême en particulier ». Dieu est aussi appelé El Shaddai, et ce terme semble signifier « de la montagne ». Il est également « le Saint », « le Rocher », « l'Éternel »

## Nouveau Testament

### Dieu le Père
Le Nouveau Testament, en grec, emploie le mot Θεος (Théos) pour désigner Dieu, parallèlement au mot Κυριος (Kurios), traduit en français par « Seigneur ». Les deux vocables s’appliquent à Dieu le Père ainsi qu'à Jésus de Nazareth, dans les deux cas avec ou sans article (Ac 14. 15 ; Jn 1. 1 ; Jn 20. 28).

### Jésus de Nazareth
Jésus de Nazareth a  revendiqué pour lui le Tétragramme de l'Ancien Testament dans Jean 8.56-58
. 
Le Prologue de l'évangile selon Jean désigne Jésus comme Λογος (Logos), c’est-à-dire d’un mot qui est traduit habituellement par « Verbe » et qui signifie parole, raison, pensée. Il est principe d'une essence divine, préexistant au monde et identifié à la première création divine dans l'évangile de Jean.
Le concept de Verbe créateur du monde se trouve aussi dans l'Ancien Testament en Psaumes 33,6.

### L'Esprit
Le Saint-Esprit, en grec Πνευμα, Pneuma, c'est-à-dire le « Souffle », est appelé Παρακλητος, Paraclet, d'un mot qui signifie « intercesseur, consolateur » (Jn 14. 26). On trouve aussi une référence « Le défenseur » (Jn 16. 13).

## Islam
Dans la tradition musulmane, Dieu (Allah) possède 99 attributs qui servent à le désigner. Lors de l'épisode du buisson ardent, Allah dit à Moïse (chapitre taha 20, verset 8) : « Allah ! Point de divinité que Lui ! Il possède les noms les plus beaux. » Dans un autre verset du même chapitre (20, verset 14) : « Certes, c’est Moi Allah : point de divinité que Moi. Adore-Moi donc et accomplis la Salât (prière) pour te souvenir de Moi ». Le nom d'Allah existait avant Mahomet, puisque le père de ce dernier s’appelait Abdou Allah, ce qui voudrait dire l’adorateur d’Allah. Cet héritage provient de la tradition du prophète Ismaël, descendance dont faisait partie Mahomet.[réf. nécessaire]

## Science-fiction
Une courte nouvelle de 1953 d'Arthur C. Clarke envisage les conséquences de l'utilisation par des moines bouddhistes d'un ordinateur pour la réalisation d'un travail énorme : écrire Les neuf milliards de noms de Dieu (nouvelle Les Neuf Milliards de noms de Dieu).
Le but du monastère est en effet de faire l'inventaire des noms de Dieu : c'est la raison d'être de l'espèce humaine, du monde et de l'Univers, qui disparaîtront ensuite. Or cette tâche prend trop longtemps de manière artisanale. Pour contourner cet obstacle, les bonzes font appel à des ingénieurs en calcul, qui viennent installer et programmer un supercalculateur à la lamaserie ; l'appareil mettra seulement quelques jours à chercher, parmi des milliards de milliards de combinaisons de lettres, celles qui constituent les Noms de Dieu. Les techniciens, en bons Occidentaux cartésiens, croient les moines fous et s'empressent d'accomplir leur mission pour rentrer chez eux avec leur paye.